# Lijst van bisdommen van de Georgisch-Orthodoxe kerk

Bisdommen van de Georgisch-orthodoxe kerk

Met ingang van 2007 bestaat de Georgisch-Orthodoxe Kerk uit 35 bisdommen: 
| Eparchie                                         | Grondgebied                                                                             | Huidige leider                                                                         | Zetel                                                                                |
| ------------------------------------------------ | --------------------------------------------------------------------------------------- | -------------------------------------------------------------------------------------- | ------------------------------------------------------------------------------------ |
| Bisdom van Mtscheta-Tbilisi                      | Tbilisi, Mtscheta en het grootste deel van zijn Gemeenten, Gardabani, Bitsjvinta        | Ilia II, Katholikos-patriarch van Geheel Georgië en Aartsbisschop van Mtscheta-Tbilisi | Samebakathedraal, Sioni-kathedraal, Svetitschoveli-kathedraal, Bitsjvinta-kathedraal |
| Bisdom van Alaverdi                              | Telavi (gemeente), Achmeta (gemeente)                                                   | David (Macharadze), Metropolitiesche Bisschop van Alaverdi                             | Alaverdi-kathedraal, Telavi                                                          |
| Bisdom van Achaltsiche, Tao-Klardzjeti en Lazeti | Georgië: Gemeenten Achaltsische, Aspindza en Adigeni; Turkije: Tao-Klardzjeti en Lazeti | Aartsbisschop Theodore (Tsjoeadze)                                                     | Achaltsiche, Saparaklooster                                                          |
| Bisdom van Achalkalaki en Koemoerdo              | Gemeenten Achalkalaki en Ninotsminda                                                    | Aartsbisschop Nicholas (Pachoeasjvili)                                                 | Koemoerdo-kathedraal, Achalkalaki, Ninotsminda                                       |
| Bisdom van Batoemi en Schalta                    | Adjara                                                                                  | Dimitri (Sjiolasjvili)                                                                 | Batoemi, Schalta-kathedraal, Koboeleti                                               |
| Bisdom van Bodbe                                 | Gemeenten Signagi en Dedoplistskaro                                                     | Aartsbisschop David (Tikaradze)                                                        | Bodbeklooster, Signagi, Dedoplistskaro                                               |
| Bisdom van Bolnisi                               | Stad Bolnisi en de gemeente                                                             | Bisschop Jegoediel (Tabatadze)                                                         | Bolnisi-Sioni Kerk                                                                   |
| Bisdom van Bordzjomi en Bakoeriani               | Stad Bordzjomi en de gemeente                                                           | Aartsbisschop Seraphim (Jojoea)                                                        | Bordzjomi                                                                            |
| Bisdom van Goerjaani en Velistsiche              | Gemeente Goerjaani                                                                      | Bisschop Eoethymioes (Lezhava)                                                         | Goerjaani-kathedraal                                                                 |
| Bisdom van Dmanisi                               | Dmanisi                                                                                 | Bisschop Zenon (Iarajoeli)                                                             | Dmanisi-kathedraal                                                                   |
| Bisdom van Vani en Baghdati                      | Gemeenten Vani en Baghdati                                                              | Aartsbisschop Anton (Boeloechia)                                                       | Baghdati-kathedraal, Vani                                                            |
| Bisdom van Zoegdidi en Tsaisji                   | Gemeenten Zoegdidi en Tsalendzjicha                                                     | Bisschop Gerasime (Sjarasjenidze)                                                      | Zoegdidi-kathedraal, Tsaisji-kathedraal                                              |
| Bisdom van Tianeti en Psjav-Chevsoeretië         | Tianeti en historische regio's Psjavi en Chevsoeretië                                   | Aartsbisschop Thadeoz (Ioramasjvili)                                                   | Tianeti                                                                              |
| Bisdom van Manglisi en Tsalka                    | Gemeenten Tetritskaro en Tsalka                                                         | Aartsbisschop Anania (Japaridze)                                                       | Manglisi, Tsalka                                                                     |
| Bisdom van Margveti en Oebisi                    | Gemeenten Zestafoni en Terdzjola                                                        | Aartsbisschop Vachtang (Achvlediani)                                                   | Zestafoni, Terdzjola, Charagaoeli                                                    |
| Bisdom van Mestia en Opper-Svanetië              | Gemeente Mestia                                                                         | Bisschop Ilarion (Kitasjvili)                                                          | Mestia                                                                               |
| Bisdom van Nekresi en Hereti                     | Georgië: Gemeenten Kvareli en Lagodechi; Azerbeidzjan: Qach en (Saingilo)               | Metropoliet Sergi (Tsjekoerisjvili)                                                    | Nekresiklooster, Kvareli, Lagodechi, Qach                                            |
| Bisdom van Nikortsminda                          | Gemeenten Oni en Ambrolaoeri                                                            | Aartsbisschop Elise (Jochadze)                                                         | Nikortsminda-kathedraal, Oni, Ambrolaoeri                                            |
| Bisdom van Ninotsminda en Sagaredzjo             | Gemeente Sagaredzjo                                                                     | Bisschop Loecas (Lomidze)                                                              | Ninotsminda, Sagaredzjo                                                              |
| Bisdom van Nikozi en Tschinvali                  | Districten Tschinvali, Dzau, Leningor en Znaur                                          | Aartsbisschop Isaia (Tsjantoeria)                                                      | Nikozi, Tschinvali                                                                   |
| Bisdom van Roestavi en Marneoeli                 | De stad Roestavi en gemeente Marneoeli                                                  | Metropoliet Athanases (Tsjachvasjvili)                                                 | Roestavi, Marneoeli                                                                  |
| Bisdom van Samtavisi en Gori                     | Gemeenten Gori en Kaspi                                                                 | Bisschop Andria (Gvazava)                                                              | Samtavisi-kathedraal, Gori, Kaspi                                                    |
| Bisdom van Senaki en Tsjchorotskoe               | Gemeenten Senaki en Tsjchorotskoe                                                       | Bisschop Sjio (Moejiri)                                                                | Senaki en Tsjchorotskoe                                                              |
| Bisdom van Stepantsminda en Chevi                | Stepantsminda en gemeente Kazbegi                                                       | Bisschop Peter (Tsaava)                                                                | Stepantsminda                                                                        |
| Bisdom van Oerbnisi en Roeisi                    | Gemeenten Chasjoeri en Kareli                                                           | Metropoliet Iobi (Akiasjvili)                                                          | Oerbnisi, Roeisi, Chasjoeri                                                          |
| Bisdom van Poti en Chobi                         | De stad Poti en de gemeente Chobi                                                       | Aartsbisschop Grigol (Berbichasjvili)                                                  | Poti-kathedraal, Chobi                                                               |
| Bisdom van Koetais-Gaenati                       | De stad Koetaisi, de gemeenten Tskaltoebo en Tkiboeli                                   | Metropoliet Kalistrate (Margalitasjvili)                                               | Koetaisi, Gelatiklooster                                                             |
| Bisdom van Sjemokmedi                            | Gemeenten Ozoergeti, Lantsjchoeti en Tsjochataoeri                                      | Aartsbisschop Joseph (Kikvadze)                                                        | Sjemokmedi-kathedraal, Ozoergeti, Lantsjchoeti, Tsjochataoeri                        |
| Bisdom van Tsageri en Lentechi                   | Gemeenten Tsageri, Lentechi                                                             | Bisschop Stephan (Kalaijisjvili)                                                       | Tsageri, Lentechi                                                                    |
| Bisdom van Tschoem-Abchazeti                     | Abchazië                                                                                | Metropoliet Daniel (Datoeasjvili)                                                      | Soechoemi, Nieuw Athosklooster, Goedaoeta, Gagra                                     |
| Bisdom van Tsilkani en Doesjeti                  | Gemeenten Doesjeti, Tianeti                                                             | Aartsbisschop Zosime (Sjiosjvili)                                                      | Tsilkani, Doesjeti, Tianeti                                                          |
| Bisdom van Tsjiatoera en Satsjchere              | Gemeenten Tsjiatoera en Satsjchere                                                      | Metropoliet Daniel (Datoeasjvili)                                                      | Tsjiatoera, Satsjchere                                                               |
| Bisdom van Tsjkondidi                            | Gemeenten Abasja, Martvili, Tsjchorotskoe                                               | Metropoliet George (Sjalamberidze)                                                     | Martvili-kathedraal, Abasja, Tsjchorotskoe                                           |
| Bisdom van Choni en Samtredia                    | Gemeenten Samtredia en Choni                                                            | Aartsbisschop Saba (Gigiberia)                                                         | Choni-kathedraal, Samtredia                                                          |
| Bisdom van West-Europa                           | West-Europa                                                                             | Metropoliet Abraham (Garmelia)                                                         | Regensburg, Duitsland                                                                |
| Bisdom van Agaraki en Tasjiri                    | Armenië                                                                                 |                                                                                        |                                                                                      |